# Il'inskoe-Chovanskoe
Il'inskoe-Chovanskoe (in russo Ильинское-Хованское?; anche traslitterata come Il'inskoe-Hovanskoe) è una cittadina della Russia europea centrale, situata nell'oblast' di Ivanovo; appartiene amministrativamente all'Il'inskij rajon, del quale è il capoluogo.
Si trova nella parte occidentale dell'oblast', sulle propaggini settentrionali delle alture di Mosca, circa 90 chilometri ad ovest del capoluogo Ivanovo.